# Серебрянка (приток Тясмина)
Серебрянка (укр. Серебрянка, Сріблянка) — левый приток реки Тясмин, протекающий по Черкасскому району (Черкасская область, Украина).

## География
Длина — 31, 35,3 км. Площадь водосборного бассейна — 410, 401 км². Русло реки в верхнем течении (пруд в селе Калиновка) находится на высоте 135,4 м над уровнем моря.
Берёт начало севернее села Калиновка. Река у истоков течёт на юго-восток, затем (возле села Носачов) делает поворот на северо-восток, далее, сделав поворот (в селе Балаклея), течёт на восток. Впадает в водохранилище на реке Тясмин (на 83-км от её устья, в 1957 году — на 118-км от её устья) в городе Смела: возле межстанционного перегона «имени Тараса Шевченко — Серебрянка» ж/д линии Гребёнка — имени Тараса Шевченко.
Русло средне-извилистое, в нижнем течении (село Будки) шириной 10 м и глубиной 1,5 м. На реке есть пруды. На левом берегу реки в городе Смеле в XIX веке был Графский парк, где в пойме реки был создан каскад прудов.
Притоки: Калиновка, Волковка, Медянка.
Населённые пункты на реке (от истока до устья):
1. Калиновка
2. Носачов
3. Мельниковка
4. Волковка
5. Балаклея
6. Константиновка
7. Будки
8. Смела